# Demokratikus szocializmus
A demokratikus szocializmus olyan politikai ideológia, amely egyszerre támogatja a demokráciát és a termelőeszközök köztulajdonát, gyakran helyezve a hangsúlyt a munkásönkormányzatokra egy szocialista gazdasági rendszerben. A „demokratikus szocializmus” kifejezést néha a „szocializmus” szinonimájaként használják. A „demokratikus” jelzőt gyakran azért adják hozzá, hogy megkülönböztessék a marxista-leninista típusú szocializmustól, amit általában nem-demokratikusnak tartanak. A demokratikus szocializmust időnként a szociáldemokrácia szinonimájaként is használják, habár sokak szerint ez félrevezető, mert a demokratikus szocializmus a termelőeszközök köztulajdonba vételét támogatja, a szociáldemokrácia viszont nem szükségszerűen, ez pártoktól, irányzatoktól függően változó.

## Fordítás
Ez a szócikk részben vagy egészben  a   Democratic socialism című angol Wikipédia-szócikk ezen változatának fordításán alapul.  Az eredeti cikk szerkesztőit annak laptörténete sorolja fel. Ez a jelzés csupán a megfogalmazás eredetét és a szerzői jogokat jelzi, nem szolgál a cikkben szereplő információk forrásmegjelöléseként.